# SFA-3
SFA-3 – polski prototyp autobusu turystycznego, skonstruowany w 1962 roku w Sanockiej Fabryce Autobusów.

## Historia modelu
Po zakończeniu prac konstrukcyjnych i zaprezentowaniu prototypowego autobusu turystycznego SFA-2 w 1962 roku, w Sanockiej Fabryce Autobusów rozpoczęto działania mające na celu skonstruowanie przedłużonej odmiany wcześniejszego prototypu. W zaprezentowanym również w 1962 roku nowym autobusie o oznaczeniu SFA-3 zastosowano znaczną część elementów nadwozia z SFA-2, jednak w stosunku do tego pojazdu, zostało ono wydłużone o 450 mm i wynosiło 10050 mm.
Sylwetka nadwozia o konstrukcji kratownicowo-szkieletowej zaprojektowana została przez Zdzisława Beksińskiego. Charakteryzowało się ono dużą powierzchnią przeszkloną, brakiem przetłoczeń oraz dużą wysokością wynosząca 3100 mm. Dolna część nadwozia o konstrukcji samonośnego kadłuba otwartego stanowiła element nośny. Część górna (okienna) była lekką konstrukcją szkieletową i nie przenosiła żadnych obciążeń powstających podczas pracy nadwozia. Poszycie zewnętrzne wykonane zostało z blachy stalowej. W prawej ścianie bocznej autobusu pomiędzy przednią i tylną osią oraz na zwisie tylnym umieszczone zostały jednoskrzydłowe drzwi, prowadzące do wnętrza pojazdu. W lewej ścianie bocznej zastosowano natomiast zawieszone na przedniej krawędzi drzwi prowadzące do stanowiska pracy kierowcy. Wnętrze prototypu o wysokości 1950 mm, przeznaczone było do przewozu 41 pasażerów na miejscach siedzących oraz 9 na miejscach dodatkowych. Pod podłogą umieszczone zostały bagażniki o ładowności 300 kg. Dostęp do ich przestrzeni możliwy był od strony ścian bocznych. Wentylacja przestrzeni pasażerskiej zapewniona była przez otwierane górne części okien bocznych.
Do napędu autobusu zastosowano opracowany w Biurze Konstrukcyjnym Przemysłu Motoryzacyjnego w Warszawie prototypowy 8-cylindrowy, widlasty silnik wysokoprężny typu S538 o mocy maksymalnej 125 kW (170 KM). Jednostka napędowa zblokowana została z 5-biegową manualną, niezsynchronizowaną skrzynią biegów. Silnik umieszczony został w przedniej części pojazdu nad osią kół przednich, napęd na koła tylne przekazywany był poprzez wał o konstrukcji rurowej. W układzie jezdnym zastosowano sztywną oś przednią o przekroju dwuteowym opartą na półeliptycznych resorach piórowych oraz hydraulicznych amortyzatorach ramieniowych. Tylny most napędowy zawieszony został na półeliptycznych resorach piórowych, dodatkowo wspartych przez pomocnicze resory piórowe.
Produkcji modelu SFA-3 jak i jego krótszej odmiany SFA-2 nie podjęto, pomimo zastosowania w tych pojazdach nowoczesnych rozwiązań technicznych.